# Trichomonas vaginalis
Trichomonas vaginalis је анаеробни, бичасти протозојски паразит и узрочник vaginalne трихомонијазе. То је најчешћа патогена инфекција протозоама код људи у индустријализованим земљама света. Стопа инфекције између мушкараца и жена је слична као код жена које су симптоматске, док су инфекције код мушкараца обично асимптоматске. Пренос се обично јавља преко директног контакта коже и слузокоже здраве особе са кожом заражене особе најчешће током вагиналног однос. Болест је у око 50% случајева асимптоматска, а лечи се успешно применом метронидазола и тинидазола.

## Епидемиологија
СЗО процењује да се сваке године од овог паразита оболи 160 милиона нових случајева широм света.
 Процене само за Северну Америку износе између 5 и 8 милиона нових инфекција сваке године, с процијењеном стопом асимптоматских случајева и до 50%.

## Микробиологија
Trichomonas vaginalis je otprilike veličine belih krvnih zrnaca (WBC) - oko 10-20 μm dugačak i 2-14 μm širok - iako njegova veličina može varirati u zavisnosti od fizičkih uslova. Ima 4 flagele koje štrče iz prednjeg dela ćelije i 1 flagellum koji se proteže unazad do sredine organizma, formirajući valovitu membranu. Aksostil, kruta struktura, proteže se od posteriornog dela mikrorganizma.
Kod žena, Trichomonas vaginalis je izolovan iz vagine, grlića materice, uretre, mokraćne bešike i Bartholinijevih i Skene žlijezda. Kod muškaraca organizam se nalazi u prednjoj uretri, spoljašnjim genitalijama, prostati, epididimisu i spermi. On se nalazi i u lumenu i na površinama sluzokože urogenitalnog trakta. Flagelice omogućavaju trofozoitu da se kreće oko vaginalnog i uretralnog tkiva. Tokom infekcije T vaginalisom, na mikroskopiji u vlažnoj sredini mogu se primetiti trzavi pokretljivi trihomonadi.
Trichomonas vaginalis uništava epitelne ćelije direktnim kontaktom sa njima i oslobađanjem citotoksičnih supstanci. Veže se i za plazma proteine domaćine, čime se sprečava njihovo prepoznavanje alternativnim putem preko komplementa i proteinaza domaćina.
Tokom infekcije, vaginalni pH se povećava, kao i broj polimorfonuklearnih leukocita (PMN — vrste belih krvnih zrnaca, sa dominantnim mehanizmom odbrane domaćina). Ove ćelije reaguju na hemotaktičke supstance koje oslobađaju trihomonade.

## Imunologija
Takođe postoje dokazi da dolazi do lučenja limfocita, kao što je pokazano prisustvom mononuklearnih ćelija perifernoj krvi, specifičnih za antigen. Odgovor antitela je detektovan i lokalno i u serumu. Međutim, infekcija proizvodi imunitet koji je u najboljem slučaju samo djelomično zaštitan.
Uprkos interakciji koju imuni sistem ima sa T vaginalisom, malo je dokaza da zdrav imunološki sistem sprečava infekciju. Jedna studija je pokazala povezanost trihomonijaze i primene inhibitora proteaze ili imunološkog statusa kod žena inficiranih HIV-om, a druga studija da seropozitivnost HIV-a nije promienila stopu infekcije kod muškaraca.

## Inkubacioni period i trajanje infekcije
Simptomi trihomonijaze obično se javljaju nakon perioda inkubacije od 4-28 dana.
Infekcija može trajati duže vreme kod žena, ali u načelu traje manje od 10 dana kod muškaraca. Anegdotski dokazi sugerišu da asimptomatska infekcija može trajati mesecima ili čak godinama kod žena.

## Еволуција
Биологија Trichomonas vaginalis служи за разумевање порекла сексуалне репродукције код еукариота. Trichomonas vaginalis се не зна подвргнути мејози, кључној фази еукариотског сексуалног циклуса. Међутим, неки аутори су код Trichomonas vaginalis утврдили присуство 27 гена, укључујући осам од девет гена који су специфични за мејозу у моделним организмима, од укупно 29 гена за које је познато да функционишу у мејози, Ови налази указују на то да је способност мејозе, а тиме и полна репродукције, била присутна у недавним прецима Trichomonas vaginalis.
Двадесет и један ген од 27 гена одговорних за мејозу је такође пронађен у другом паразиту Giardia lamblia (који се такође назива Giardia intestinalis), што указује да су ови мејотски гени били присутни у заједничком претку Trichomonas vaginalis и Trichomonas intestinalis. Пошто су ове две врсте потомци две веома дивергентне линија међу еукариотима, истраживачи су приметили су да су ови мејотски гени вероватно присутни у заједничком претку свих еукариота.

## Етиологија
Жене се сматрају носиоцем инфекције а мушкарци фактором ширења. Узрочник болести је Trihomona vaginalis, становник вагине и простате. У вагини се храни леукоцитима и бактеријама. Изазива дегенерацију и десквамацију епитела вагине.